# Авґуст Еркер
Авґуст Еркер (англ. August Erker, 24 жовтня 1879 — 29 листопада 1951) — американський академічний веслувальник.
Олімпійський чемпіон 1904 року в складі розпашної четвірки без стернового.